# 손광헌
손광헌(중국어 정체자: 孫光憲; 968년 사망, 자는 맹문(孟文), 호는 보광자(葆光子)는 중국 오대 십국 시대 형남 (남평)의 관리였다. 그는 형남의 2대 군주인 고종회의 통치 기간 동안 양진이 은퇴한 후 정책 및 행정을 가장 많이 책임지는 관리가 되었으며, 그 후 고종회, 그의 아들인 고보융과 고보욱, 그리고 그의 손자인 고계충 아래에서 그 역할을 수행했다.